# Papier toaletowy

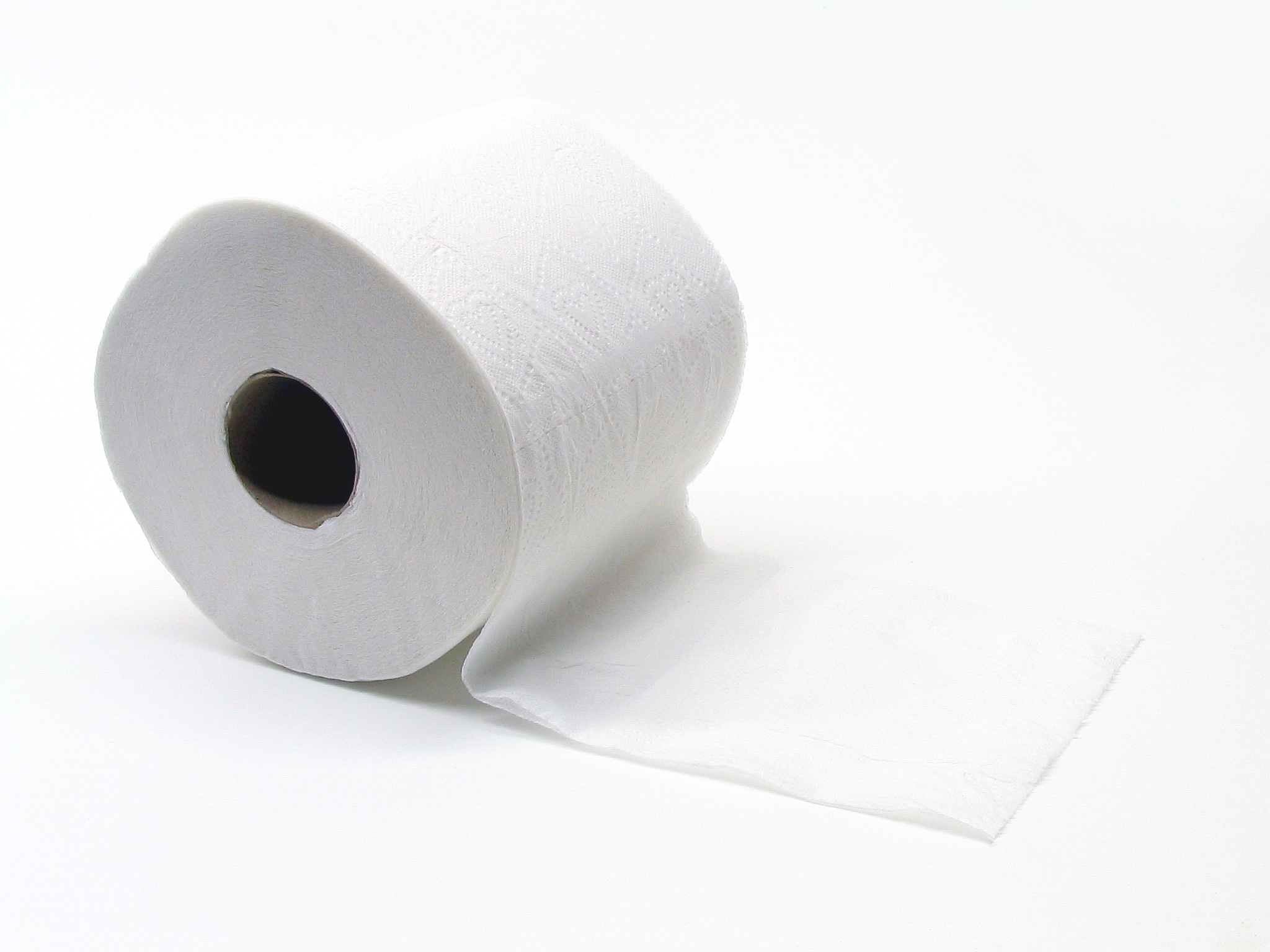
Rolka papieru toaletowego

Papier toaletowy – rodzaj papieru przeznaczony do utrzymywania higieny odbytu po defekacji oraz higieny genitaliów po oddaniu moczu.

## Historia
Zanim pojawił się ten wynalazek używano tkanin wełnianych, koronkowych lub konopnych. Ubożsi używali też szmat z innych materiałów, a także trawy, siana, piasku, mchu, wody, śniegu, kamyków, a nawet rąk - w zależności od kraju i warunków atmosferycznych. W starożytnym Rzymie używano też gąbek.

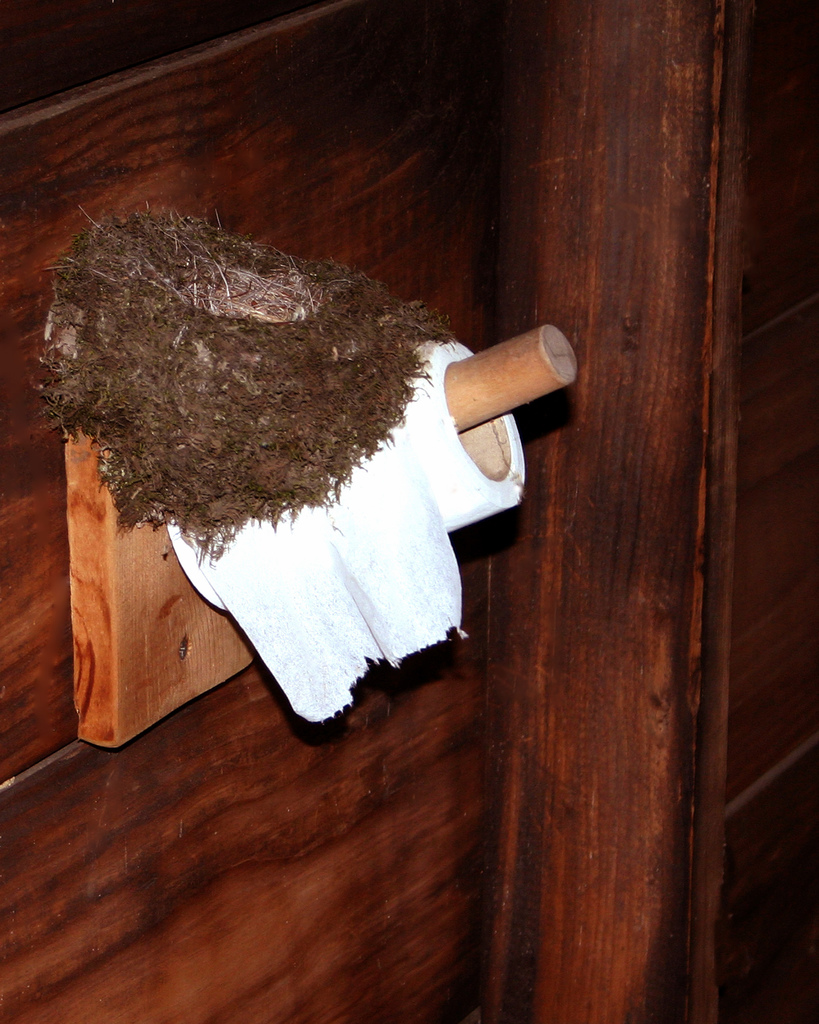
Wieszak na papier toaletowy czasem znajduje także inne, dalekie od pierwotnego zastosowanie, np. podtrzymuje ptasie gniazdo w sławojce

W bardziej współczesnych czasach w wielu państwach przez długi czas jako papieru toaletowego używano gazet i stron z książek telefonicznych. Jedna z amerykańskich gazet była nawet sprzedawana z otworem w narożniku, dzięki któremu można ją było wieszać na haku przytwierdzonym do ściany w ubikacji.
Pierwszy fabryczny papier toaletowy został wprowadzony na rynek przez Josepha C. Gayetty'ego w Stanach Zjednoczonych w 1857. Nazwisko Gayetty było drukowane na każdym arkuszu.

## Współcześnie

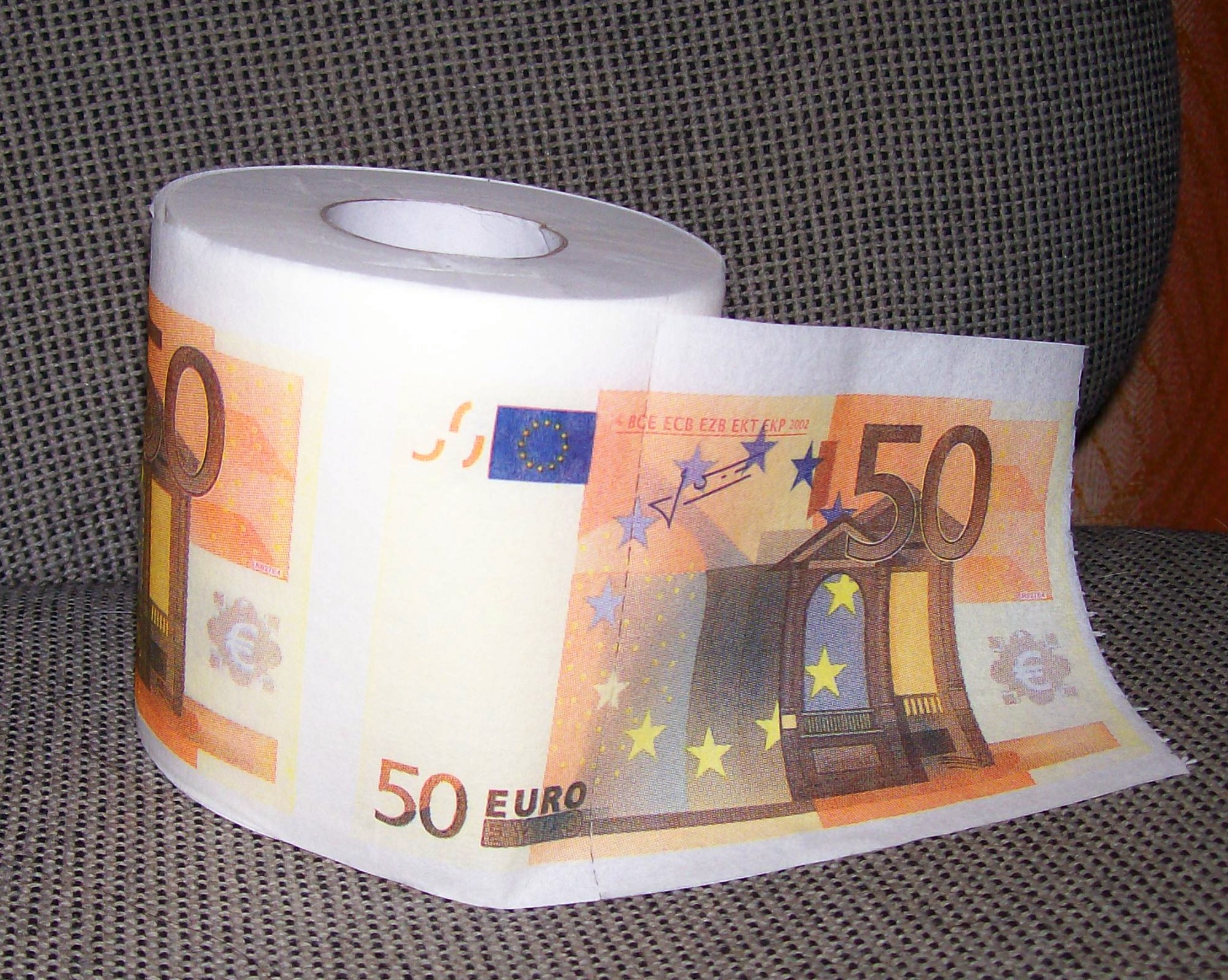
Rolka papieru toaletowego z nadrukiem

Papier toaletowy w obecnie stosowanej formie występuje najczęściej w jedno-, dwu- i czterowarstwowych wstęgach standardowej szerokości ok. 9 cm nawiniętych na rolki (bobiny), przy czym wstęga jest zazwyczaj co kilka centymetrów poprzecznie perforowana tak, że łatwiejsze jest oderwanie pojedynczych arkusików. Badania rynkowe w USA wykazały, że przeciętny Amerykanin zużywa dziennie 57 takich arkusików.
W sprzedaży znajduje się papier toaletowy zarówno niebarwiony (szary), wybielany, bądź barwiony na pastelowe kolory. Spotykany jest też czasem papier z nadrukami (np. różnych banknotów - zazwyczaj amerykańskich dolarów - lub wizerunkami osób, które nie cieszą się popularnością - np. w USA sprzedawano m.in. papier z Osamą bin Ladenem i Saddamem Husajnem), a także zapachowy. W Polsce w 2005 roku ukazał się, wydany w formie rolki papieru toaletowego, komiks o znanych politykach („Toaletnicy czyli Politycy na wakacjach”). Lekarze nie zalecają posługiwania się zadrukowanym lub perfumowanym papierem toaletowym kobietom, szczególnie cierpiącym na schorzenia okolic rodnych.
Zazwyczaj papier toaletowy spłukuje się kanalizacją, jednak w niektórych regionach świata (m.in. w niektórych częściach Stanów Zjednoczonych, w Japonii, Bułgarii, czy Grecji) stosowane są normy, dopuszczające mniejsze niż np. w Polsce średnice rur kanalizacyjnych i tam kanalizacja nie jest w stanie poradzić sobie z papierem (może się łatwo zatkać), więc po użyciu wrzuca się go do specjalnych puszek położonych obok toalety.